# Гудман, Эрика
Эрика Гудман (англ. Erica Goodman) — современная канадская арфистка. Известна выступлениями в составе Торонтского симфонического оркестра, в дуэте с флейтистом Робертом Эйткеном и соло. Лауреат премии им. Моны Бейтс (1978), Grand Prix du Disque Canada (1980, с Эйткеном) и «Джуно» за лучший классический альбом года в исполнении солиста или камерного ансамбля.

## Биография
Родилась в 1948 году в Торонто в семье скрипача Хаймана Гудмана. В 10 лет начала заниматься фортепиано, а через год — арфой. Уроки игры на арфе брала у Джуди Ломан в Торонто (в 1958—1965 годах), у проживавшего в Мичигане Чарльза Клайнштойбера (в 1959—1965, в том числе в Мичиганском университете), у Кэрол Баум (Калифорнийский университет в Лос-Анджелесе, 1966—1967) и у Мэрилин Костелло (Кёртисовский институт музыки, 1967—1969).
В 1960 году дебютировала как солистка с Национальным молодежным оркестром Канады. В том же году впервые выступила на телевидении (в программе CBC) как аккомпаниатор Терезы Стратас. С 1962 по 1966 и с 1969 по 1973 год выступала с Торонтским симфоническим оркестром как вторая арфа. В феврале 1969 года дебютировала как солистка с Филадельфийским оркестром, исполнив Концерт для флейты и арфы Моцарта. На следующий год сформировала с флейтистом Торонтского симфонического оркестра Робертом Эйткеном дуэт. выступавший до 1990-х годов, в том числе в рамках гастролей по США в 1976 году. Регулярно выступала также с другими камерными и симфоническими коллективами.
В общей сложности записала более 30 альбомов с такими лейблами как Naxos, BIS, CBC, Marquis и Opening Day. Репертуар Гудман включает как произведения композиторов прошлого, так и работы современных канадских авторов, Так, она впервые исполнила Концерт для арфы Оскара Моравеца (1976); «Алгома-Центральная» (англ. Algoma Central) Луиса Эпплбаума (1976); Дивертисмент для арфы и струнного квартета и Вариации для арфы соло Милтона Барнса (оба — 1979); произведения Алексины Луи «Убежище» (англ. Refuge, 1982) и «От Восточных ворот» (англ. From the Eastern Gate, 1987); сонату Марьяна Мозетича (1983) и произведение этого же композитора «Песня нимф» (англ. Song of Nymphs, 1990); и композицию Брюса Матера «Вувре» (англ. Vouvray, 1987). Кроме того, она солировала в премьерном исполнении в Нью-Йорке Сюиты для арфы с камерным оркестром Гарри Сомерса (1972, с оркестром Национального центра искусств).

## Награды
- 1978 — премия имени Моны Бейтс[1]
- 1980 — Grand Prix du Disque Canada (с Робертом Эйткеном, за альбом Flute and Harp)[2]
- 1995 — «Джуно» за лучший классический альбом в исполнении солиста или камерного ансамбля (Erica Goodman Plays Canadian Harp Music)[2]
- 1996 — лучший академический музыкант Торонто по результатам опроса журнала Now[2]